# Pyrotechnie
La pyrotechnie est la science de la combustion des matériaux et de ses effets.

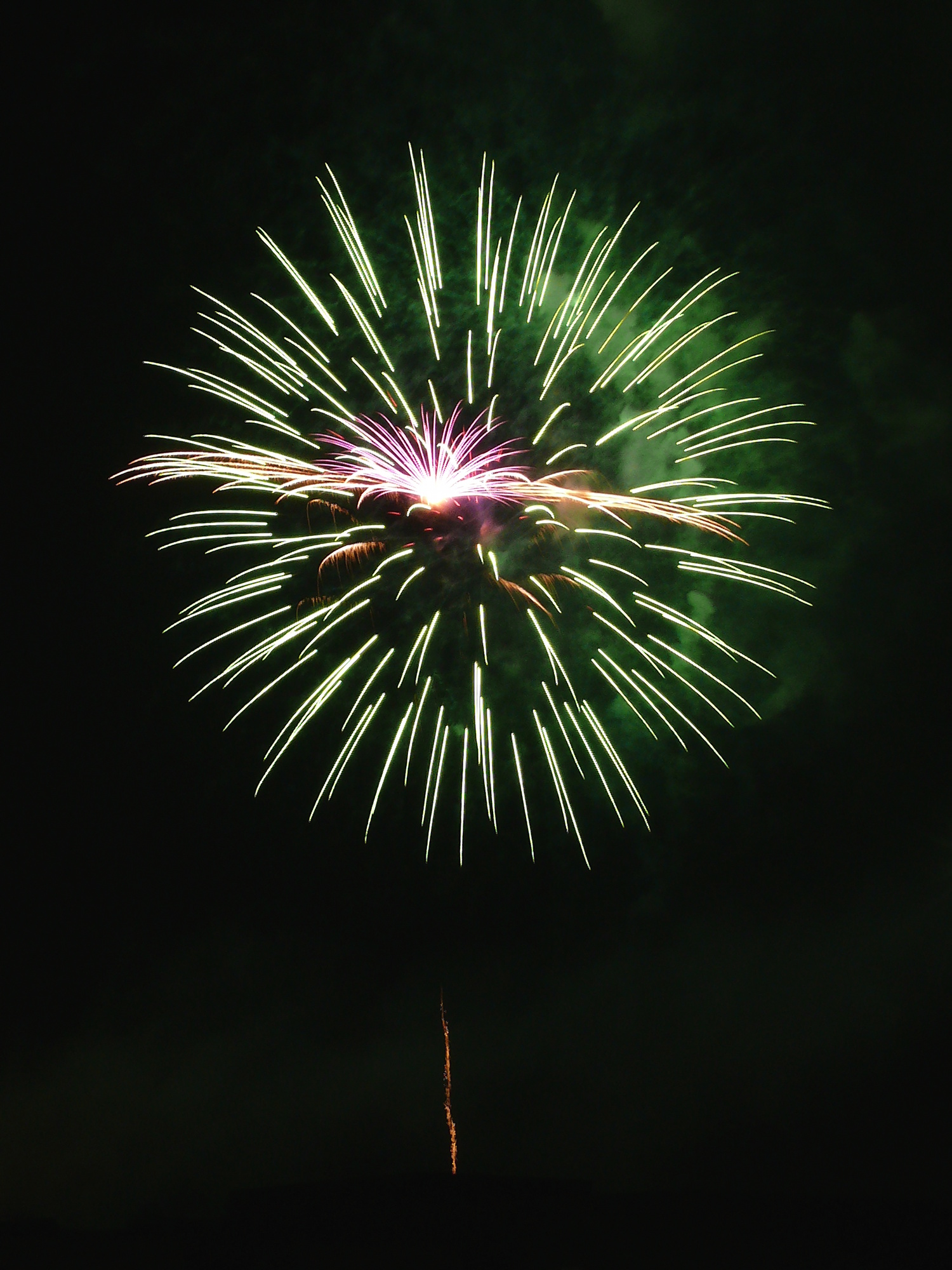
Un feu d'artifice.

Historiquement, elle trouve une application festive dans les feux d'artifice mais elle est également utilisée dans les secteurs de l'armement, de l'aérospatiale, des mines et carrières ainsi que dans la sécurité automobile ou les signaux de détresse marins.
Elle permet la conception d'engins pyrotechniques, utilisés par exemple pour le fonctionnement des coussins gonflables de sécurité (« airbag ») dans les véhicules ou pour les sièges éjectables dans l’aviation, ou encore comme moyens de signalisation lumineux ou sonores en cas de détresse.
Des applications de production d'oxygène médical en situation d'urgence ou, de manière générale, de composants de sécurité de haute fiabilité sont également utilisatrices de solutions pyrotechniques.

## Historique

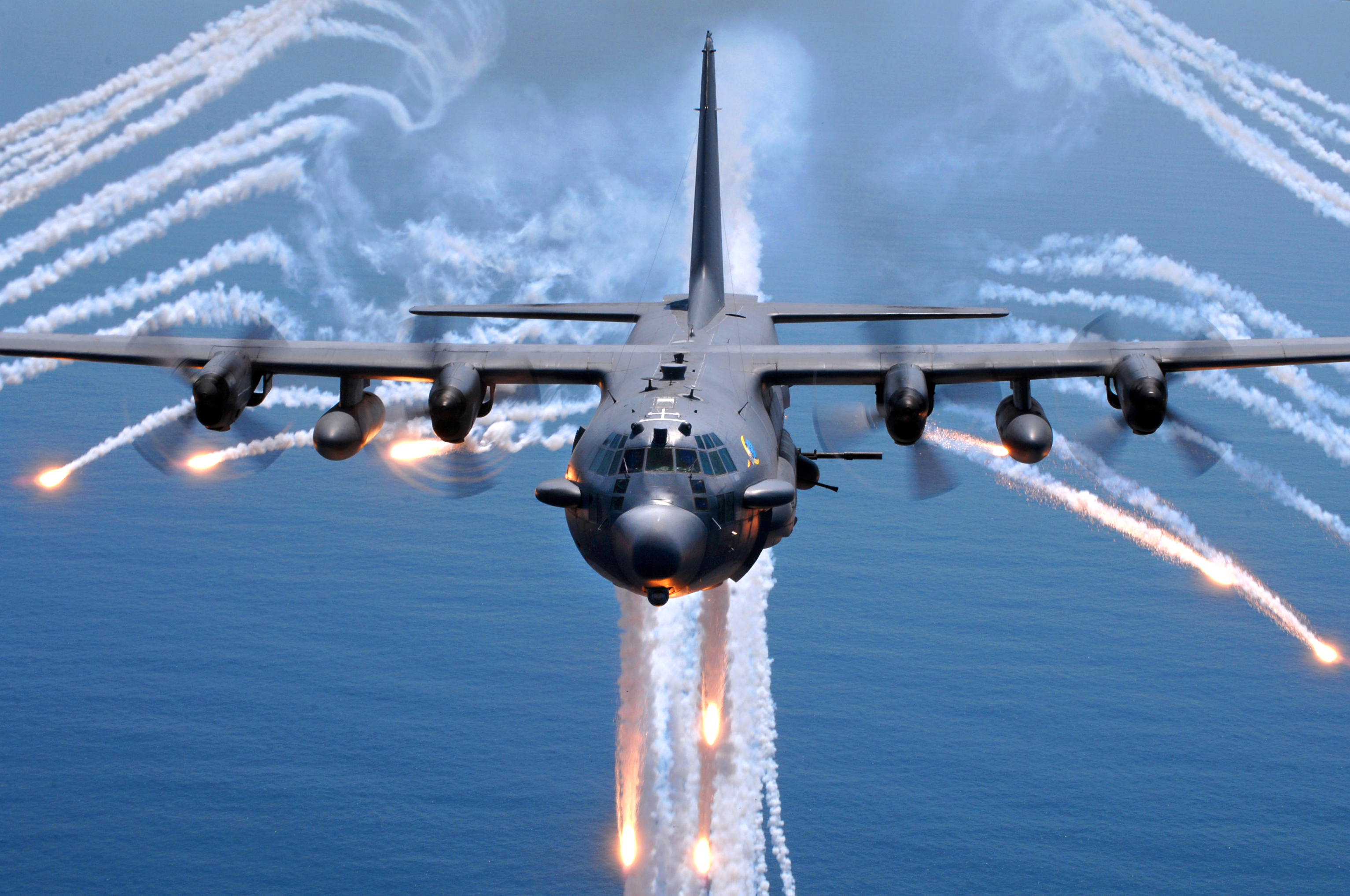
Leurres infrarouges à usage militaire.

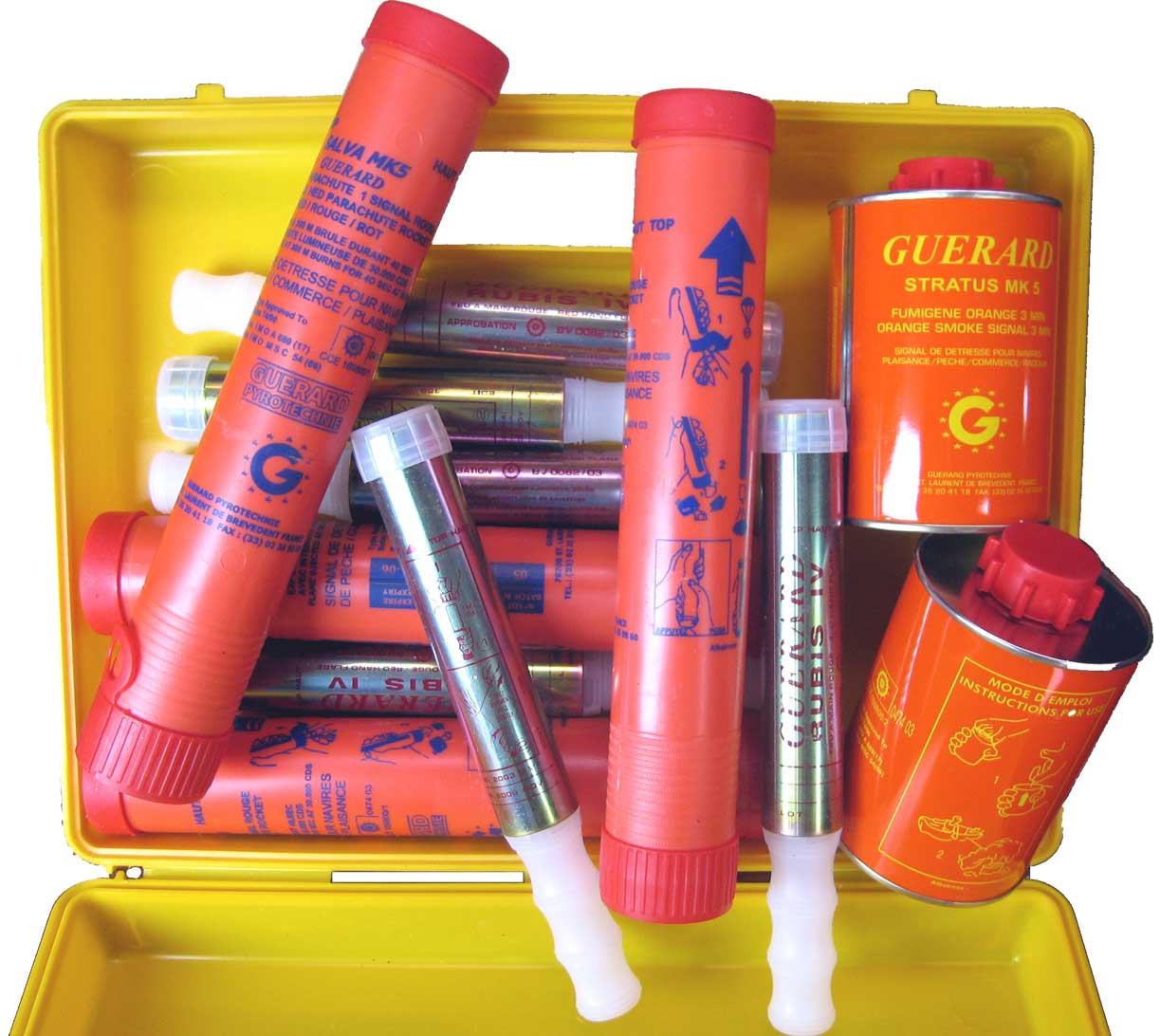
Feux de détresse à usage maritime.

L'usage des fusées est connu de longue date en Chine et dans l'Inde ; il pénétra au VIIe siècle chez les Grecs byzantins qui s'en servirent pour lancer le feu grégeois ; au XIIIe siècle chez les Arabes, puis enfin chez les chrétiens occidentaux.
La plus ancienne mention en Occident ne remonte qu’à l’année 1380 : elle nous apprend que les Padouans employèrent des fusées contre la ville de Mestre.
Les Italiens les appelaient rochete, mot que les Français traduisirent par rochette, devenu ensuite roquette, et les Anglais par rocket. L'une des premières compositions est la poudre noire.
La pyrotechnie a fait l'objet d'utilisations des plus variées, comme en chirurgie.

## Notions de base
La réaction pyrotechnique peut être de différents types en fonction de sa chimie et de sa vitesse. Le matériau énergétique ne requiert pas l'oxygène de l'air pour brûler : sa composition et son enthalpie de formation suffisent. Les réactions chimiques exploitées peuvent être :
- des oxydo-réductions en phase solide (combustion en couches parallèles) ;
- des combustions organiques ;
- des réactions intermétalliques.

En fonction de la vitesse de réaction en couche parallèle, on distingue trois régimes:
- la combustion (< 300 m/s) ;
- la déflagration ;
- la détonation (> 3 000 m/s, pouvant atteindre 9 000 m/s : la réaction chimique est couplée à une onde de choc).

Seuls les régimes de combustion et de détonation sont stables, le régime de déflagration est métastable et un matériau énergétique peut transiter d'un régime à l'autre en fonction de son bilan thermique et de son confinement.
Le caractère relativement imprévisible de ces emballements conduit chaque année à de nombreux accidents chez des adolescents tentant de réaliser des pétards artisanaux.
Les effets pyrotechniques sont :
- production de gaz, éventuellement de composition chimique adaptée (ex. : airbag) ;
- production de chaleur (par rayonnement infra rouge, jusqu'à 4000K) (ex : soudage de rails de chemin de fer par aluminothermie) ;
- production de fumée (ex : fumigènes de signalisation) ;
- production de lumière (ex : feux d'artifice) : Les couleurs perceptibles par l’œil vont d’une longueur d'onde comprise entre 380 nm (violet) et 780 nm (rouge). C’est l’addition, dans le mélange pyrotechnique de composés métalliques, qui permet la création d’effets lumineux. (rouge : strontium, violet : potassium, bleu : cuivre ou zinc, vert : baryum, jaune : sodium, blanc : magnésium ou aluminium, argent : titane)[5]. En pyrotechnie, les phénomènes entraînant la diffusion de lumière colorée sont l'incandescence, l'émission atomique et l'émission moléculaire ;
- production d'effet mécanique (déplacement de vérins ou de pistons).

## Physique de la combustion des matériaux énergétiques
Dans une réaction pyrotechnique un composé constitué d'atomes et ayant une enthalpie de formation donnée se transforme en molécules plus simples. L'enthalpie se conservant, la température de l'équilibre augmente selon les principes suivants.

### Loi d'action de masse
La transformation du matériau énergétique en produits de réaction s'exprime selon l'équation suivante, Xi étant les différents atomes présents dans le ou les composés :
{\displaystyle X_{A1}^{1}X_{A2}^{2}X_{A3}^{3}\cdots X_{Ak}^{k}\rightarrow n_{1}X_{a11}^{1}X_{a12}^{2}X_{a13}^{3}\cdots X_{a1k}^{k}+n_{2}X_{a21}^{1}X_{a22}^{2}X_{a23}^{3}\cdots X_{a2k}^{k}+\cdots +n_{nespeces}X_{anespeces,1}^{1}X_{anespeces,2}^{2}X_{anespeces,3}^{3}\cdots X_{anespeces,k}^{k}}
La conservation de la masse s'exprime alors par
{\displaystyle \forall k\in [1\cdots natomes]\Rightarrow \sum _{i=1}^{i=nespeces}a_{ik}n_{i}=A_{k}}

### Minimisation de l'enthalpie libre
La réaction étant à l'équilibre, l'enthalpie libre F est minimale.
{\displaystyle F=\sum _{i=1}^{n{\text{ espèces}}}\mu _{i}.n_{i}}
avec 
{\displaystyle \mu _{i}=\mu _{i}^{\circ }(T)+RT\ln \left({\frac {\Phi }{\hat {\Phi }}}\right)}
soit, pour une équation d'état des gaz parfaits,
{\displaystyle \mu _{i}=\mu _{i}^{\circ }(T)+X.\left(RT\ln \left({\frac {n_{i}}{\sum n_{i}}}\right)+RT\ln \left({\frac {P}{P^{0}}}\right)\right)}
X=0 pour les produits de réaction solides ou liquides et X=1 pour les gaz.
avec 
{\displaystyle \mu _{i}}: potentiel chimique pour l'espèce i
{\displaystyle \Phi }: fugacité standard
La valeur de l'enthalpie libre doit être calculée pour chaque espèce de produit de réaction en fonction de la valeur de l'enthalpie et de l'entropie à la température T, en général soit à partir des valeurs tabulées soit par évaluation à partir des grandeurs spectroscopiques. La résolution du système non linéaire peut être fait soit par la méthode des multiplicateurs de Lagrange soit par la méthode de Monte-Carlo.

### Combustion isochore ou isobare
Selon que la combustion s'effectue dans un volume constant (isochore) ou à pression constante (isobare), la température d'équilibre est atteinte lorsque l'énergie ou l'enthalpie interne des produits de réaction à cette température, généralement située entre 1000 et 4000 K, est égale à l'énergie ou l'enthalpie de formation du matériau énergétique initiale à la température de référence (298K). Les caractéristiques recherchées sont :
- le potentiel calorimétrique ;
- la température d'équilibre (ou température de flamme mesurée au pyromètre) ;
- le nombre de moles de gaz produites (plus rarement la masse de résidus) ;
- le Cp/Cv du gaz.

La vitesse de combustion dépend de la microstructure du matériau, de sa densité et de son environnement et n'est pas estimable précisément par le calcul. Elle est mesurable soit en bombe manométrique (loi de Vieille : {\displaystyle v(m/s)=a.P^{n}+b}), soit en gouttière.

## Marché
| Secteur                      | % du marché |
| ---------------------------- | ----------- |
| Défense et espace            | 37          |
| Sécurité automobile          | 34          |
| Mines et carrières           | 13          |
| Divertissement et spectacles | 7           |
| Chasse                       | 7           |
| Divers                       | 2           |

Selon le SFEPA, le chiffre d'affaires de la pyrotechnie en France est de l'ordre de 1 200 M€ (37 % défense/espace, 34 % automobile, 13 % mines et carrières, 7 % divertissement et 7 % chasse), pour environ 50 000 t/an, constitués à 80 % par la production de matériaux pour mines et carrières. Le secteur emploie de l'ordre de 10 000 personnes. La plupart des secteurs sont exportateurs, sauf celui des explosifs industriels qui est majoritairement sur le marché national.

## Risques et dangers
Les activités pyrotechniques ont donné lieu à des accidents historiques particulièrement meurtriers et ont fait l'objet, très tôt, d'une réglementation très efficace pour réduire le risque pyrotechnique. Les matériaux mis en œuvre appartiennent à la classe 1, et font l'objet de règles strictes à la fois pour leur usage et pour leur transport.

Étiquette GHS classe 1.

L'apparente simplicité des recettes de fabrication des compositions pyrotechniques conduisent chaque année à de nombreux accidents domestiques mortels ou conduisant à des mutilations chez des personnes ayant voulu reproduire des formulations pyrotechniques parfois trouvées sur internet. Les produits pyrotechniques sont, par nature, métastables et peuvent réagir à la suite d'une sollicitation extérieure involontaire :
- choc mécanique ;
- friction ;
- électricité statique ;
- chaleur ;
- étincelle.

La réaction est d'autant plus favorisée que le matériau est confiné et donc incapable d'évacuer l'énergie reçue. Si de nombreux accidents pyrotechniques se sont produits au cours de l'histoire industrielle de la France, un des plus récents et des plus spectaculaires demeure l'explosion du dépôt de feux d'artifice de Enschede aux Pays-Bas le 13 mai 2000, qui a entraîné des dégâts très importants et une boule de feu de 135 m, ainsi que le décès de 22 personnes (974 blessés).

## Avantages de la technologie pyrotechnique
La technologie pyrotechniques permet d'obtenir des avantages par rapport à des dispositifs électroniques ou mécaniques :
- très haute fiabilité ;
- stockage d'énergie efficace (petit volume, pas de perte avec le temps, forte puissance) ;
- variété d'effet (chaleur, lumière, fumée, étincelle, onde de choc, composés chimiques) ;
- faible coût.

La plupart des dispositifs sont à usage unique.

## Dispositifs pyrotechniques

### Artifice de divertissement, différents systèmes pyrotechniques

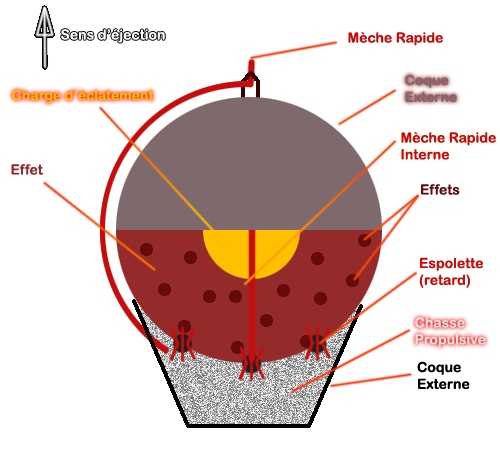
Schéma en section verticale d'une bombe de divertissement.

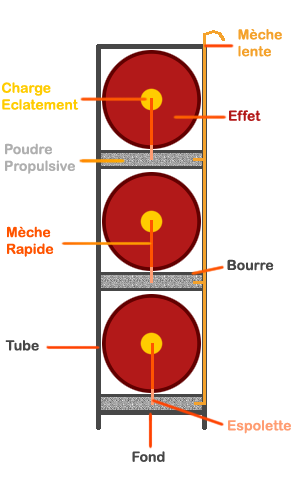
Schéma d'une chandelle.

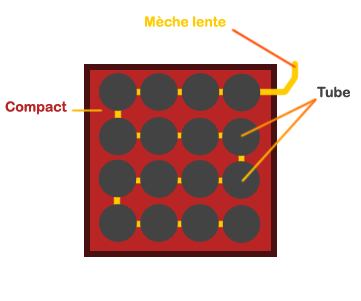
Représentation d'un compact avec l'assemblage des tubes les uns avec les autres.

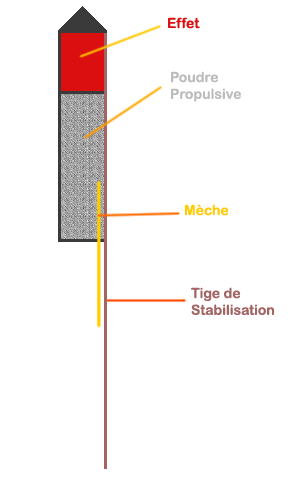
Représentation d'une fusée.

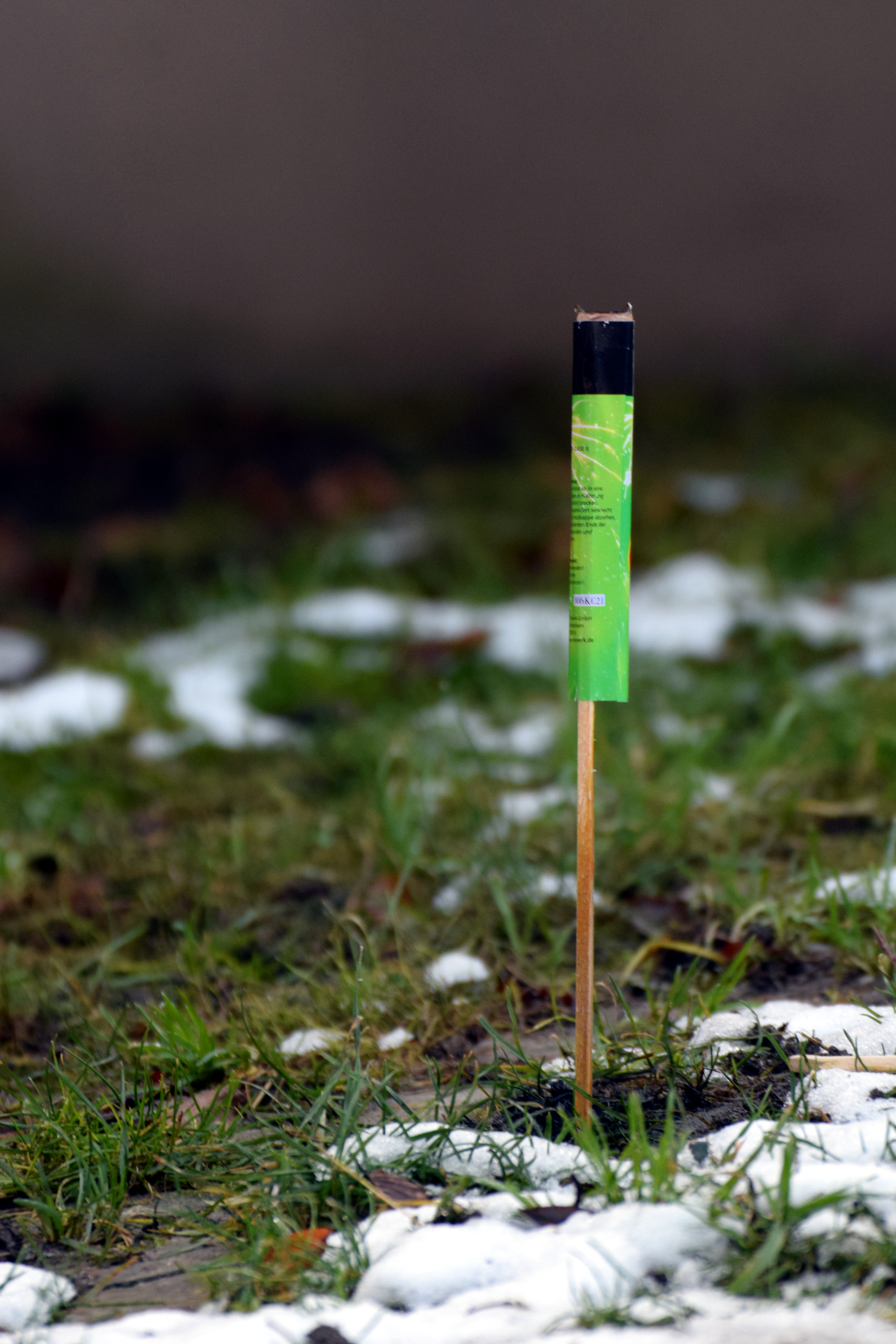
Une fusée.

- La bombe (de feu d'artifice) : il en existe plusieurs types : sphériques, cylindriques, simples ou à répétitions, elles peuvent être aériennes ou aquatiques.
  - La bombe sphérique, comme son nom l'indique, a la forme d'une sphère posée sur un cône tronqué renversé, qui contient la chasse pour la propulsion.
  - La bombe cylindrique a la forme d'un cylindre, lui aussi posé sur un cône tronqué qui contient la chasse.
  - La bombe simple ne comporte qu'un étage, alors que la bombe à répétition contient plusieurs étages séparés par des chasses (une chasse pour propulser chaque étage).
  - La bombe nautique comporte moins de chasse que la bombe aérienne puisqu'elle est réalisée pour tomber rapidement à l'eau et y exploser, contrairement aux bombes aériennes, qui sont fabriquées pour exploser en altitude. L'inclinaison du mortier doit être de 15° à 45° vers le plan d'eau, et, pour des raisons de sécurité, jamais en direction du public. Ce produit dit « ARP » (à risque particulier) ne peut être tiré que par des artificiers qualifiés.
  - Fonctionnement théorique :

1. allumage de la mèche rapide ;
2. allumage de la chasse par la mèche rapide ;
3. propulsion de la bombe et allumage de la mèche lente (espolette) ;
4. la mèche lente se consume et allume la charge d'éclatement ;
5. éclatement de l'artifice qui permet la dispersion des effets pyrotechniques.

Pour être tirées, les bombes sont insérées dans des tubes appelés mortiers (en fibre de verre, carton, plastique, acier) qui peuvent être rassemblés entre eux pour réaliser des batteries de mortiers.
L'allumage peut être manuel ou électrique. Seul l'allumage électrique permet d'obtenir le maximum de sécurité.
Le diamètre des bombes peut varier entre 20 mm et 1 200 mm, mais en France, les plus grosses bombes utilisées varient aux environs de 300 mm. Plus une bombe est grosse, plus elle doit exploser en altitude, pour étendre ses effets. Plus une bombe est grosse, plus les distances de sécurité sont importantes. On peut résumer ainsi : pour un diamètre de 75 mm par exemple, la bombe montera environ à 75 mètres et son diamètre d'éclatement sera de 75 mètres également, soit du 1 pour 1. Pour les distances de sécurité, elles sont obligatoirement indiquées sur les étiquettes des produits. Pour l'exemple d'une bombe de 75 mm, les distances de sécurité sont comprises entre 75 et 90 m suivant le poids de matière active contenue à l'intérieur.
La plus grosse bombe jamais tirée a été lancée au festival « Katakai-Matsuri », dans la ville de Katakai à Ojiva, au Japon. Elle s'appelait Yonshakudama et pesait 450 kg pour un diamètre de 1 200 mm. L'effet de la première bombe fut un filet d'or suivi de petites fleurs colorées. La seconde offrit de multiples bouquets à double changement de couleur.
- La chandelle : c'est un tube, généralement en carton, dans lequel des « bombettes » ou « comètes » sont insérées l'une au-dessus de l'autre. D'un diamètre variant de 10 à 75 mm, on peut y retrouver les effets équivalents à ceux des bombes. L'allumage du premier étage (celui qui se trouve au sommet du tube) provoque les allumages successifs des étages inférieurs d'une manière synchronisée et automatique. Le nombre de pièces d'artifices présentes dans le tube peut fortement varier en fonction du diamètre et de la hauteur du tube.
  - Fonctionnement théorique :

1. allumage de la mèche lente ;
2. allumage de la poudre de propulsion sous la première bourre, celle-ci allume l'espolette ;
3. la bombette monte poussée par la bourre et est éjectée hors du tube ;
4. la première espolette enflamme les effets et la mèche rapide qui va faire éclater la bombette ;
5. pendant ce temps la mèche lente continue de se consumer et allume la poudre sous la deuxième bourre ;
6. la deuxième espolette s'allume et le processus continue jusqu'à la dernière bombette.

- Le compact : c'est un assemblage de tubes (sorte d'assemblage mortiers) d'un diamètre variant de 15 mm à 150 mm (maximum en Chine). Le compact peut posséder la forme d'un losange, d'un carré ou d'un rectangle. Il peut comporter de huit à plusieurs centaines de tubes, chacun ne comportant qu'un coup. Ils partent automatiquement et d'une manière synchronisée après l'allumage du premier tube. Chaque tube contient, au fond, de la poudre qui sert de chasse, et au-dessus, une bombette, des comètes, des bombes. Les compacts peuvent être droits ou éventaillés en fonction des effets recherchés.
  - Fonctionnement théorique :

1. après l'allumage de la mèche, celle-ci allume la chasse tout en allumant la bombette qui propulse l'artifice hors du tube ;
2. la combustion se transmet de tube en tube. Chaque tube part l'un à la suite de l'autre.

- La fusée : elle se compose d'une tige stabilisatrice et d'un tube cylindrique contenant, à la base, la poudre pour la propulsion, et au sommet, la poudre avec les effets. Lorsque la combustion de la poudre de propulsion se termine, elle met le feu aux effets.

- Le feu de Bengale : c’est un tube en carton ou en métal rempli d'une composition pyrotechnique ayant la propriété de brûler qui produit un fort dégagement de lumière et de fumée.

- Le soleil : c’est un mécanisme rotatif avec un point fixe, composé d’un cadre sur lequel sont disposés des sortes de petites fusées fixes appelées jets. L’inflammation des jets provoque la rotation de l’ensemble et une gerbe de feu en forme de soleil.

- La cascade : c’est un assemblage de jets disposés vers le bas et qui donnent l’impression d’une cascade d’étincelles tombantes.

- Le pot à feu : très semblable à la bombe, à un détail près : il n’y a pas d’espolettes. La chasse enflamme directement le composé pyrotechnique destiné aux effets. Le pot à feu sort du mortier déjà en combustion, ce qui provoque une gerbe de lumière à la manière de la lave des volcans en éruption.

- La fontaine : une fontaine est une pièce pyrotechnique dont le rôle est de projeter une pluie d'étincelles brillantes verticalement ou selon un angle.

### Coussins gonflables

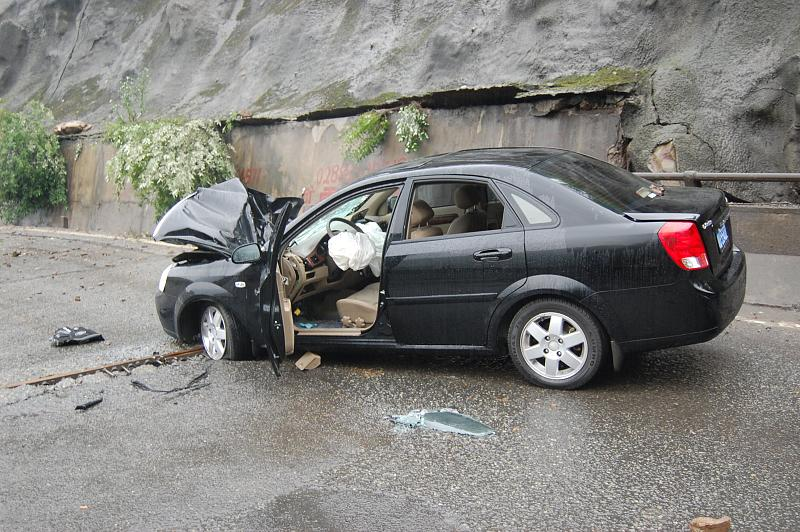
Déclenchement des coussins gonflables dans une voiture lors du séisme du Sichuan de 2008.

### Dispositifs de sécurité et de coupure
Parmi les dispositifs de sécurité ou de coupure, on peut citer :
- les retards ;
- les coupe-fils (pour des forts courants ou tension) ;
- les cordeaux de découpe (séparation d'étage de fusée, par exemple) ;
- les boulons explosifs.

### Dispositifs spéciaux

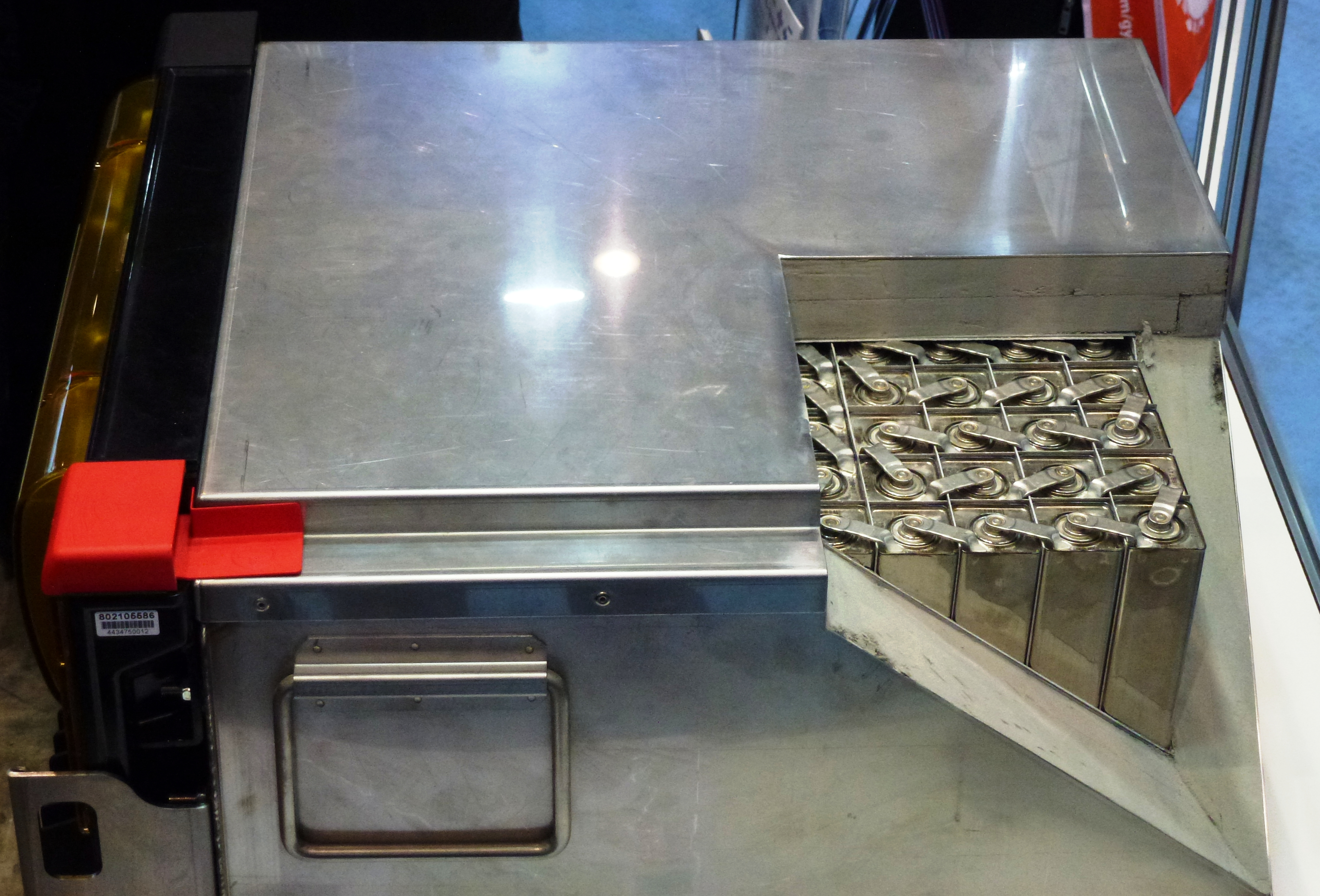
Batterie sodium-nickel à cellules scellées par soudage et isolation thermique.

Seringues sans aiguilles[réf. nécessaire], générateurs d'oxygène, piles thermiques[réf. nécessaire], etc.

## Journaux scientifiques
- Propellants, Explosives, Pyrotechnics[18] ;
- Le GTPS publie un dictionnaire multilingue des termes métier[19].

## Colloques scientifiques
- Europyro[20] ;
- International Pyrotechnic Automotive Safety Symposium (IPASS)[21] ;
- International Pyrotechnics Society Seminar[22] ;
- ICT Conference[23].

## Prix
Le prix Paul Vieille est décerné régulièrement.

## Sites pyrotechniques
En France, les principaux sites pyrotechniques se situent à Bourges, Toulouse, Bordeaux, Sorgues. Le terme pyrotechnie peut alors désigner l'établissement (exemple : la pyrotechnie de Toulon).
L'École centrale de pyrotechnie fut transférée de Metz à Bourges à la suite d'un décret impérial de 1860 (effectif en juin 1870). Elle a généré de nombreuses documentations techniques. Durant la Première Guerre mondiale, la production journalière est de 80 000 cartouches, 40 000 fusées d'amorçage.
Le service interarmées des munitions (SIMu) est le service militaire spécialisée en pyrotechnie. Il est directement rattaché à l'État-Major des armées (EMA). Ce service interarmées est constitué de pyrotechniciens (artificiers de l'arme du matériel de l'Armée de Terre, de Pétaf de l'Armée de l'air et de pyrotechniciens de la Marine) et de pyrotechniciens personnel civil des armées).
Il est constitué de :
- La direction à Versailles

- L'EPMu (Établissement Principal des Munitions) Bretagne
- L'EPMu Champagne-Lorraine
- L'EPMu Centre-Aquitaine
- L'EPMu Provence-Méditerranée

## Formation
La formation initiale est très restreinte, en raison de la spécificité du métier. On peut citer un mastère spécialisé
pyrotechnie propulsion et l'option systèmes pyrotechniques pour les étudiants du cycle ingénieur de l'ENSTA Bretagne, ainsi que le Centre de formation de la Défense de Bourges.